# Saki (écrivain)
Pour les articles homonymes, voir Saki.
Hector Hugh Munro, dit Saki, né le 18 décembre 1870 à Akyab, en Birmanie, mort au combat le 13 novembre 1916 à Beaumont-Hamel, dans la Somme en France, est un auteur britannique.

## Biographie
Il perd sa mère (Mary Frances Mercer) très jeune. Aussi, son père (Charles-Auguste Munro), colonel de l'armée des Indes, l'envoie au Royaume-Uni pour qu'il soit élevé par deux tantes. Vieilles filles autoritaires, elles ne savent lui offrir qu'une enfance morose et ennuyeuse. Un critique britannique, Tom Sharpe, affirme qu'il était ainsi d'usage de confier les enfants nés dans les colonies à la férocité des tantes, dans la mère patrie, de la même façon que les Spartiates laissaient leurs nouveau-nés toute une nuit sur le toit de leur maison pour voir s'ils étaient capables de survivre. Rudyard Kipling et P.G. Wodehouse en ont également fait l'expérience. Dans le cas de Saki, pour aggraver la situation, ses deux tantes ont des goûts très exactement opposés et le jeune garçon, son frère aîné et sa sœur sont pris dans un combat incessant entre les deux femmes.
À la fin de ses études secondaires, il retourne en Birmanie et s'engage dans la police militaire. Mais la malaria l'oblige à retourner au Royaume-Uni où il commence une carrière de journaliste. En tant que correspondant pour le Morning Post, il se rend dans les Balkans, en Pologne, en Russie et à Paris de 1906 à 1908. Dans le même temps, Munro rédige deux romans, une étude sur l'Empire russe, et 135 nouvelles pour la plupart non fantastiques. Sa carrière littéraire, sous le pseudonyme de Saki en référence à un personnage du poète persan Omar Khayyam, commence en 1900. C'est avec Sredni Vashtar que Saki gagne sa renommée dans le fantastique. Ce récit illustre le thème de prédilection de l'auteur à caractère autobiographique : l'enfance.
Ses écrits sont marqués par un humour noir grinçant, que l'on retrouve dans la nouvelle de « garouage » Gabriel-Ernest. Parmi sa production littéraire relevant de l'imaginaire, il convient également de citer Tobermory, La Paix de Mowsle Barton, Musique sur la colline, L'Apprenti sorcier, L'Âme de Laploshka et Laura.
Au début de la Première Guerre mondiale, déjà âgé de 44 ans, Saki fait partie des millions d'engagés volontaires de l'Empire britannique. Il est envoyé combattre sur le front occidental en France. Il meurt en novembre 1916 en toute fin de la bataille de la Somme, à Beaumont-Hamel, à quelques kilomètres de Thiepval où a été édifié le plus important mémorial britannique existant.

## Œuvre
- L’Insupportable Bassington, roman, trad. Raymonde Weil et Michel Doury, Suivi de quatre nouvelles inédites trad. Jean Rosenthal, Julliard, 1990, Robert Laffont, coll. Pavillons Poche,  (ISBN 2-221-10638-5), 2006
- Le Cheval impossible, nouvelles, trad. Raymonde Weil et Michel Doury, Julliard, 1993, Robert Laffont, coll. Pavillons Poche  (ISBN 2-221-10641-5)
- The Best of Saki, The Bodley Head Ltd, 1930, La Fenêtre ouverte, nouvelles choisies et présentées par Graham Greene, trad. Jean Rosenthal, Robert Laffont 1960, coll. 10/18 no 1400,  (ISBN 2-264-00317-0), 1980
- L'Omelette byzantine, nouvelles, Robert Laffont 1960, coll. 10/18 no 1431
- Quand Guillaume vint, traduit et postfacé par Guillaume Villeneuve, éd. José Corti, 2003
- La dimension fantastique 2, anthologie proposée par Barbara Sadoul et éditée par Librio
- The complete Saki, éditions Penguin,  (ISBN 978-0-14-118078-6)
- La fenêtre ouverte. Nouvelles choisies et présentées par Graham Greene. Collection Pavillons Poche. Éditions Robert Laffont. 2020.  (ISBN 978-2-221-24776-1)